# Profumiere

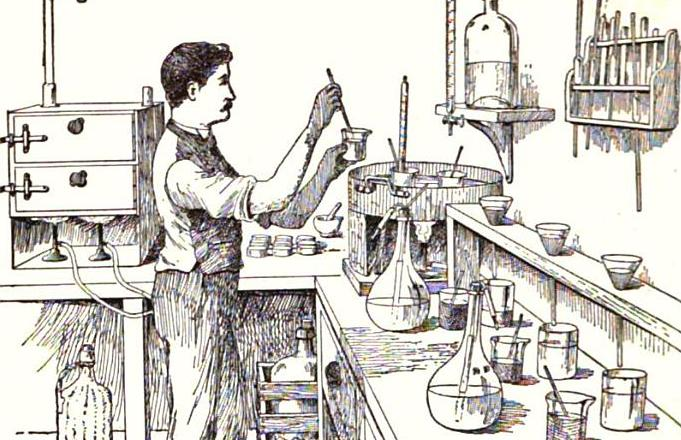
Profumiere in un'illustrazione di primo '900

Il termine profumiere o naso si riferisce principalmente:
1. ad una persona che sta sviluppando un profumo, cioè un profumiere-creatore, noto anche come "compositore";
2. ad una maison che crea fragranze;
3. ad una catena di distribuzione o un gruppo di marche di profumi.

## Storia
I primi profumi erano principalmente a base di incenso e venivano utilizzati sia nei luoghi di culto, che come deodorante per ambienti domestici nelle case patrizie. La "via dell'incenso" è nota fin dai tempi più antichi come punto di scambio tra l'Occidente e l'Oriente. L'aceto veniva spruzzato come fissante, aggiunto ai fiori.
Durante il Medioevo, iniziava a svilupparsi il processo della distillazione, ma si imbatte nella problematica della conservazione. I profumi erano noti per le loro proprietà curative che, secondo la teoria del miasma, respingevano gli effluvi insalubri: essi venivano creati da un farmacista. A qual tempo in Francia, nella Facoltà di Medicina di Montpellier, la più antica del mondo occidentale, vennero realizzate le prime distillazioni: Arnaldo da Villanova, nel 1290, dopo un soggiorno a Cordova, rese note l’essenza di trementina e l’acquavite.
La più antica farmacia europea ancora in attività è quello di Firenze, l'Officina profumo-farmaceutica di Santa Maria Novella (1612).
I guantai avevano imparato il metodo orientale per lavare la pelle in bagni di profumo, i guantai profumieri iniziarono gradualmente a competere con il farmacista, soprattutto dal XVI secolo, quando Caterina de' Medici introdusse in Francia la moda italiana del guanto profumato. Nel 1709, l'italiano Giovanni Maria Farina stabilitosi in Germania, inventò la colonia.
In Francia, la comunità dei maestri guantai profumieri era regolata dalle norme della corporazione, i suoi primi statuti risalenti al 1190, sono stati aggiornati nel maggio del 1656 e vietati nel 1791 durante la Rivoluzione francese, dalla Loi Le Chapelier, visto la nascita di aziende profumiere come Jean-François Houbigant, LT Piver, Lubin, Jean Marie Joseph Farina, Bully.
Molti nomi della profumeria francese si formarono a Grasse, dal 1770.
Dalla metà del XIX secolo, con la nascita della chimica e dell'industrializzazione della profumeria si svilupparono i primi profumi sintetici con per esempio quelli di LT Piver. Infatti, dalla fine del XIX secolo, il profumiere è associato con il chimico, l'industriale, il designer o l’artista.
La prima azienda di profumi di taglio internazionale fu creata da François Coty nel 1904, tuttavia le aziende nate precedentemente come Delettrez (1890) e Violet (1900) sono ormai scomparse.
Negli anni '70 e '80 alcune maison di profumi si sono progressivamente evolute in grandi gruppi cosmetici o di lusso, lavorando con nasi e produttori di essenze, ma proprio in questo momento storico si inizierà a parlare di profumi di nicchia.

## Struttura di lavoro
I creatori di profumi lavorano spesso con le materie prime provenienti da aziende quali Firmenich, IFF, Givaudan, Takasago, Symrise, Robertet, Payan e Bertrand, Sozio, Profumieri Creatori Associati (PCA).
Alcuni profumieri lavorano esclusivamente per una marca di profumo. Per citarne alcuni: Thierry Wasser a Guerlain, François Demachy in Parfums Christian Dior, Mathilde Laurent a Cartier, Jacques Cavallier a Louis Vuitton, Jean-Claude Ellena a Hermès, Jacques Polge, Olivier Polge e Christopher Sheldrake in Chanel, Jean-Michel Duriez a Rochas, Serge Lutens a Shiseido, Thomas Fontaine a Jean Patou, Jean-François Latty a Teo Cabanel, Bertrand Duchaufour a L'Artisan profumiere, Isabelle Doyen e Camille Goutal a Annick Goutal.
Altri profumieri lavorano in modo indipendente per le diverse aziende, senza essere legati esclusivamente ad una, come: Olivia Giacobetti, Karine Chevallier, Julien Rasquinet, Sylvie Jourdet, Sandrine Videault, Michel Roudnitska.
Altri ancora hanno creato un proprio marchio indipendente come: Ineke Ruhland, Andy Tauer, Marc-Antoine Corticchiato, Pierre Guillaume, Mona di Orio, Lynne Péan, Patricia de Nicolai, Guy Bouchara, Morgan Dhorme.

## I primi profumieri famosi
Tra i più noti profumieri troviamo:
- Giovanni Maria Farina (1657-1732), mercante e profumiere italiano
- Giovanni Paolo Feminis (1660-1736), profumiere italiano considerato l'inventore della formula dell'Aqua Mirabilis
- Giovanni Maria Farina (1685-1766), profumiere italiano e produttore di una sua Acqua di Colonia;
- Giovanni Antonio Farina (1718-1787), profumiere e commerciante italiano
- Jean-François Houbigant (1752-1807), che ha aperto una boutique nel 1775 al numero 19 di Rue du Faubourg Saint-Honoré;
- Pierre-François Lubin (1774-1853), creatore di Eau de Toilette, ubicato nel 1798 al 53 di Rue Sainte Anne a Parigi (allora chiamato Helvétius Street), al cartello "Il bouquet di rose";
- Jean-Marie Farina (1785-1864), profumiere fornitore di Luigi XVIII di Francia;
- Alfred d'Orsay.

Nel XX secolo:
- Ernest Beaux (1881-1961), dapprima profumiere presso la corte dello zar di Russia, creò per la celebre stilista Coco Chanel il famoso profumo Chanel No. 5;
- Germaine Cellier (Vent Vert, Bandit);
- Edmond Roudnitska (Eau Sauvage, Diorissimo, Femme di Rochas);
- Jean-Paul Guerlain (Habit Rouge, Guerlinade, Nahema, Chamade, e Saṃsāra).

## Gruppi di nicchia
- Dr. Vranjes Firenze
- Sileno Cheloni
- Officina Profumo-Farmaceutica di Santa Maria Novella Firenze
- Carthusia
- Alchemia essenze - Alba Chiara De Vitis

## Grandi gruppi
- Estée Lauder Inc. profumi Estée Lauder, Clinique, Donna Karan, Michael Kors, Tom Ford
- Coty
- Inter Parfums profumi Lanvin, Montblanc, Jimmy Choo, Rochas
- L'Oréal: profumi Giorgio Armani, Lancôme, Cacharel, Ralph Lauren, Yves Saint Laurent, Diesel
- LVMH profumi Dior, Givenchy, Kenzo, Guerlain
- Procter & Gamble: profumi Lacoste, Hugo Boss, Dolce & Gabbana, Gucci
- Gruppo Puig: profumi di Nina Ricci, Prada, Carolina Herrera, Paco Rabanne
- Shiseido Company, Limited